# Anna Kirschbaum
Anna Kirschbaum (* 17. Mai 1993 in Köln) ist eine ehemalige deutsche Fußballspielerin.

## Karriere
Kirschbaum spielte zunächst für den SC Fortuna Köln, mit dessen C-Juniorinnen sie 2008 den Mittelrheinpokal gewann. Nachdem sie danach zwei Jahre für die B-Juniorinnen von Bayer 04 Leverkusen aktiv gewesen war, wechselte sie 2010 zum 1. FC Köln in die 2. Bundesliga Süd. Nachdem sie mit der Mannschaft in den Saisons 2010/11, 2012/13 und 2013/14 jeweils Vizemeister geworden war, gelang ihr 2014/15 als ungeschlagener Meister schließlich der Aufstieg in die Bundesliga. Am 30. August 2015 (1. Spieltag) gab sie im Auswärtsspiel gegen Werder Bremen ihr Bundesligadebüt.

## Erfolge
- Meister 2. Bundesliga Süd 2014/15 und Aufstieg in die Bundesliga (mit dem 1. FC Köln)
- Aufstieg in die Bundesliga 2016/17 (mit dem 1. FC Köln)